# Tivoliparken, Solna

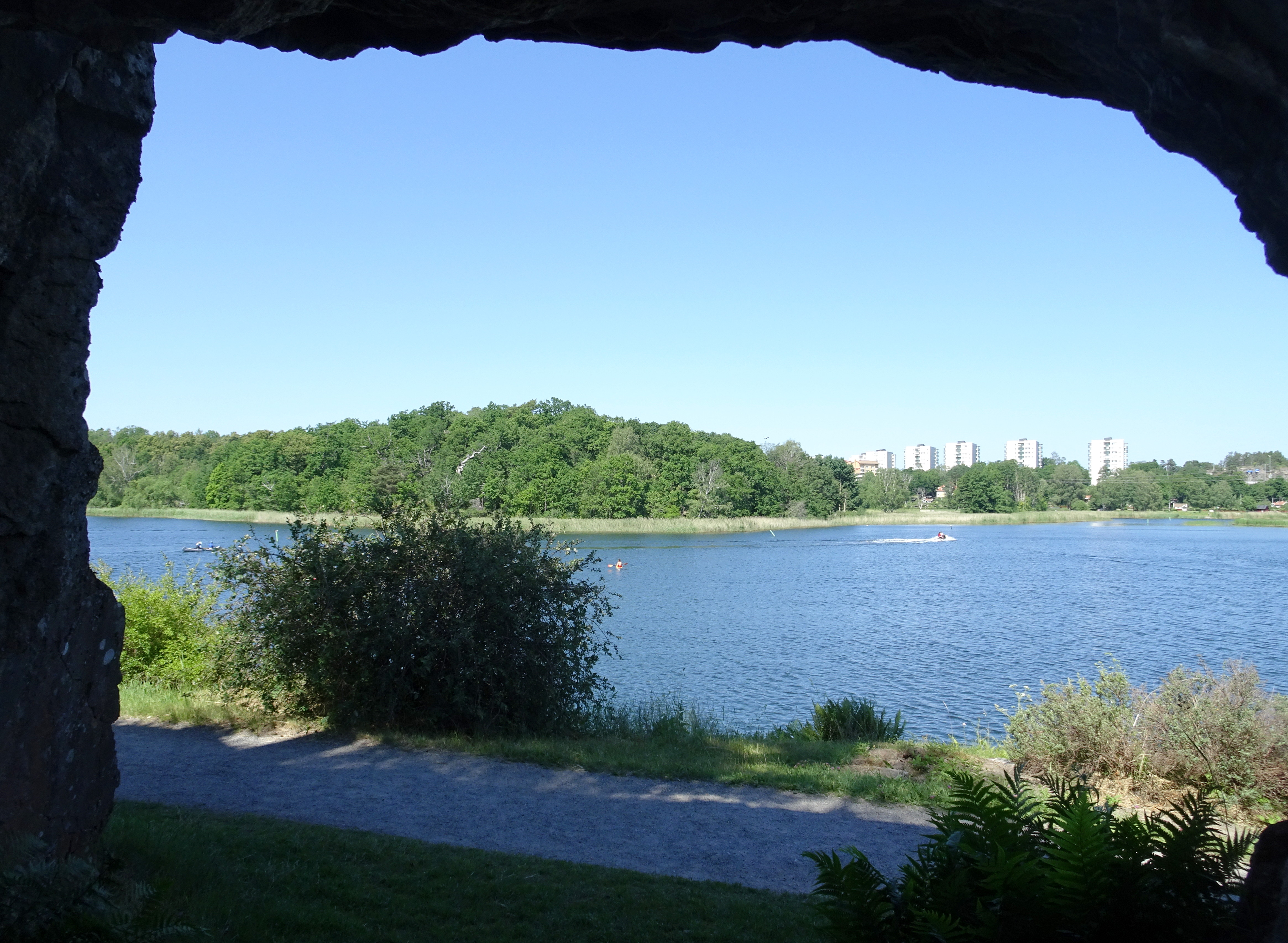
Pipers park sedd från en grotta i Bergianska trädgården, juni 2020.

Tivoliparken är belägen på en landtunga som skjuter ut i norra delen av Brunnsviken i stadsdelen Bergshamra i Solna kommun. Tivoliparken är del av Kungliga nationalstadsparken. Den östra delen av halvön kallas för Pipers park.

## Tivoliparken
Förleden Tivoli är till namnet inspirerad av Gustav III:s italienska resa 1783–1784 av staden Tivoli utanför Rom. Ägaren till Tivoli vid Brunnsviken, greve Gustav Philip Creutz, som länge varit sjuklig, sökte "en agreabel reträtt" i närheten av huvudstaden, där han i frisk luft skulle kunna återvinna sin vacklande hälsa. Ägaren av Bergshamra gård greve Nils Anton Barck upplät den natursköna halvön i Brunnsviken åt honom. Den hade ett idealiskt läge mitt emot Haga och Creutz kunglige vän.
Creutz ämnade uppföra ett bostadshus och anlägga en engelsk park på Tivoli. Han anlitade kungens trädgårdsarkitekt Fredrik Magnus Piper, vars specialitet var engelsk trädgårdskonst, och som var intensivt sysselsatt med att iordningställa trädgårdarna på Haga och Drottningholm. Fredrik Magnus Piper i uppdrag att rita en engelsk park på Tivolihalvön. Piper var Sveriges främste expert på engelska parker och Gustav III trädgårds- och landskapsarkitekt. Han införde den engelska trädgårdsstilen i Sverige och är mannen bakom både Hagaparken och Drottningholms slottsparks engelska trädgård.
Man anlade snart gångvägar och utsiksterrasser men projektet avstannade när Creutz avled 1785. Gustav III hade planer att färdigställa det påbörjade projektet och han hade även avsikter att placera den planerade stora slottsanläggningen på Tivolibergets östra sida, men planerna ändrades 1786 och grundstenen till slottet lades i Hagaparken istället. Där blev det inte heller färdigt; mordet på Gustav III kom emellan. Kvar är dagens Haga slottsgrund.

## Pipers park

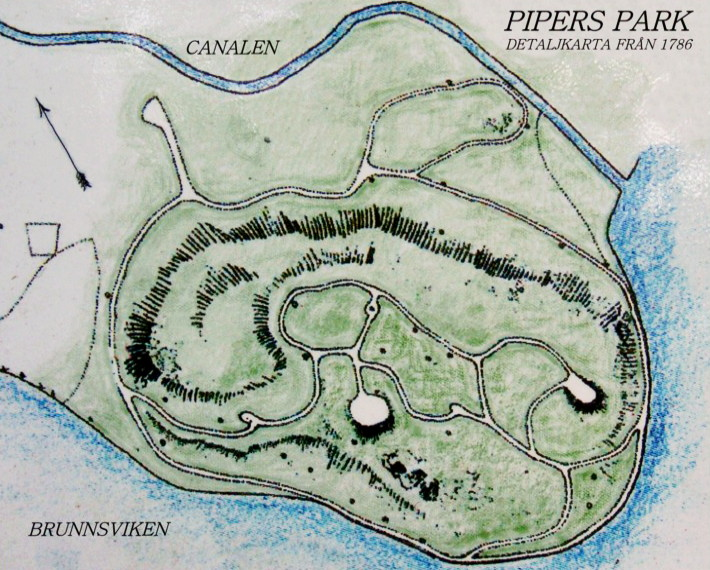
Tivoliparkens östra del Pipers park, detaljkarta från 1786.

Fredrik Magnus Pipers ritningar finns kvar och det går faktiskt att använda dem som karta utmed gamla stigar och upptäcka terrasseringar med utsikt över landskapet. Gjorda för tvåhundra år sedan, glömda av seklernas gång och nu nyupptäckta. Sedan slutet av 1970-talet pågår en försiktigt restaurering av denna vackra park. År 1998 återskapade Solna stad de ursprungliga terrasserna och gångvägarna helt enligt Pipers ritningar. Den östra delen av Tivoliparken med en höjd bär Pipers namn: Pipers park, men kallas i folkmun "Blåsippsberget" för de blåsippor som växer där.

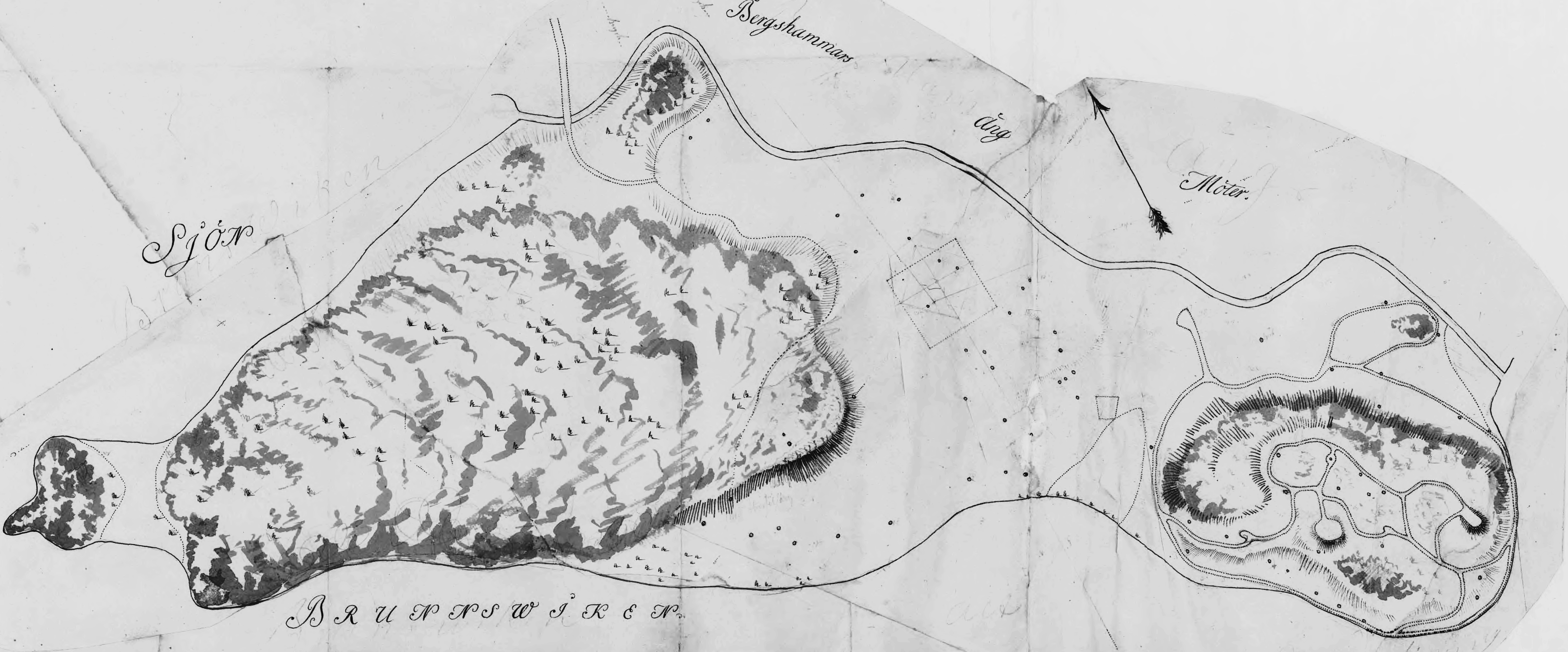
Charta öfwer en tillämnad Lust-Platts wid Bergshammar.
Upprättat av Anton Ulrik Berndes 1786.

## Canalen
I norra delen av parken kan man ana diket efter en kanal. "Canalen" hade ingen praktisk funktion utan var ett trädgårdsarkitektoniskt inslag som skulle göra parken mera intressant och lustfylld. "Canalen" (som stavats med "C" i Pipers gamla ritningar) var bara cirka 0,60 meter djup. Den syns även på Anton Ulrik Berndes ritning över Tivolihalvön från 1786. När år 1869 vattennivån i Brunnsviken sänktes med cirka 1,25 meter, i samband med bygget av Ålkistan, förstördes kanalen och ett våtmarksområde blev kvar.

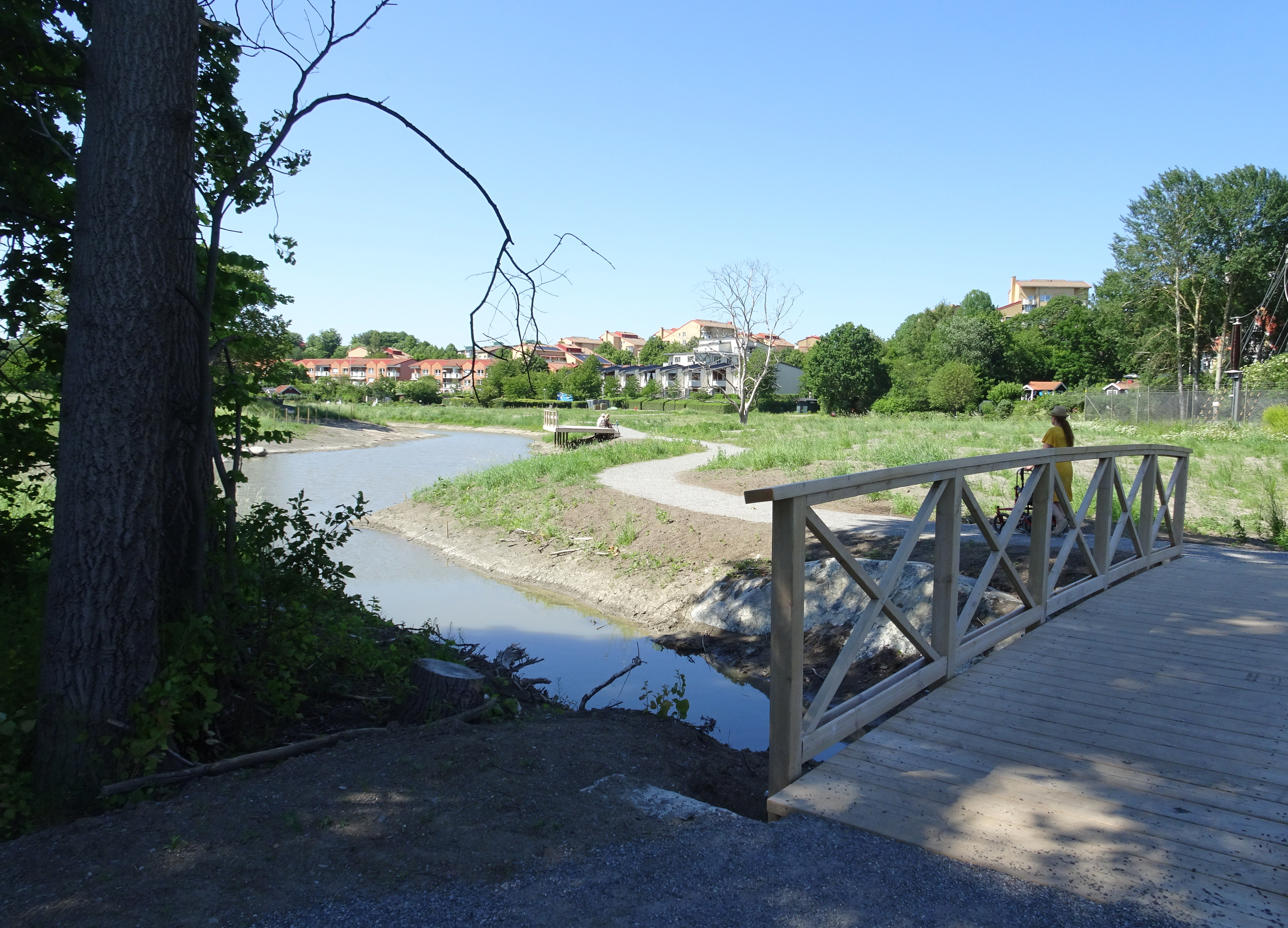
Dagvattendammen 2020.

Under 1980-talet förflyttades delar av Bergshamra koloniområde söderut till den gamla Tivoliparkens norra gräns, med de sydligaste kolonilotterna anlagda ovanpå "Canalens" gamla sträckning.
Under åren 2019–2020 lät Solna kommun bygga en vall för att skydda koloniområdet från översvämning från våtmarken. Våtmarken blev en damm och ett nytt dike avleder vattnet till en reningsdamm för dagvatten som anlagts samtidigt nord om Tivoli.
En gångstig med broar anlades ovanpå skyddsvallen och hela området gestaltas som en park.

## Kraus grav

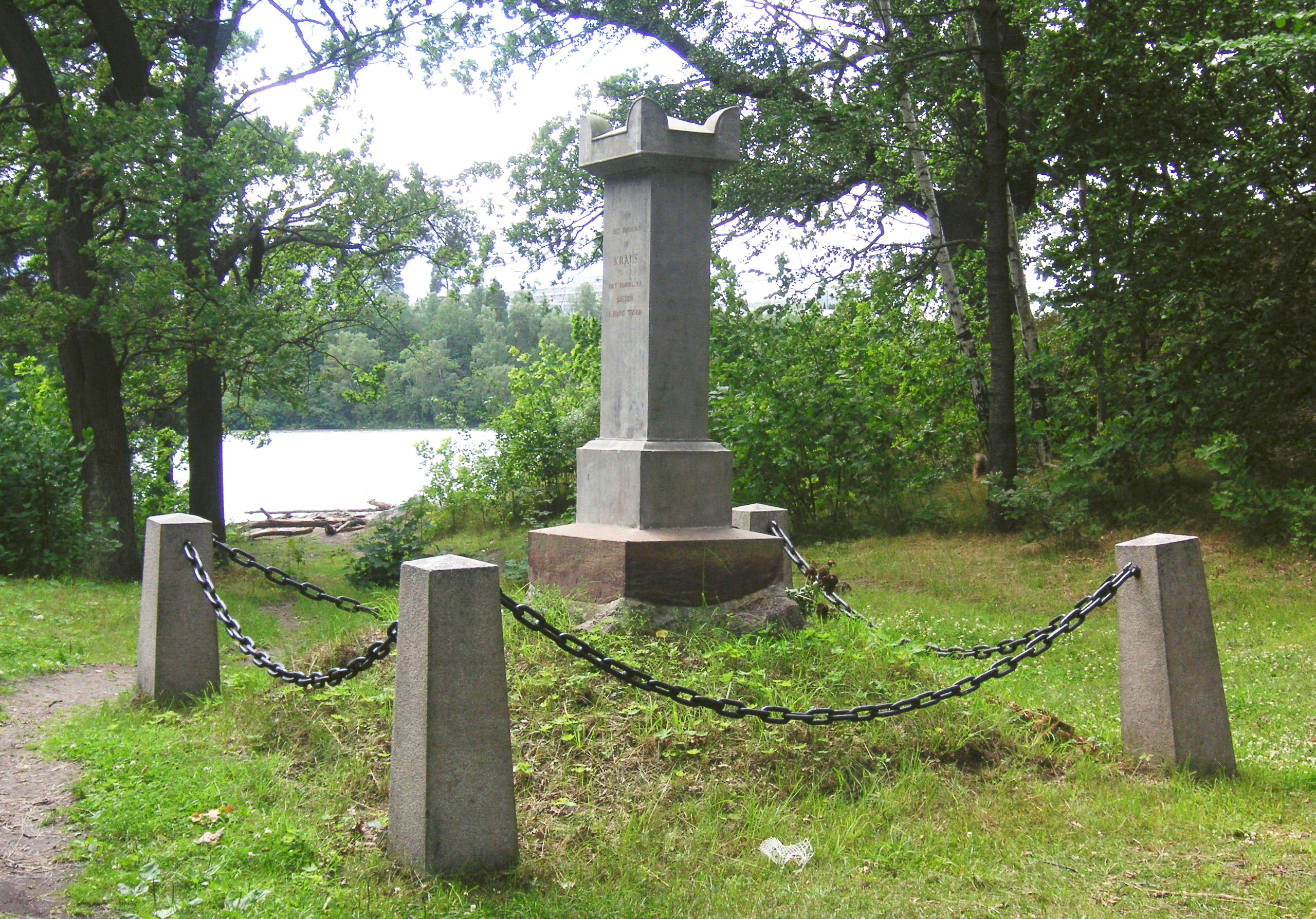
Joseph Martin Kraus grav 2007.

På Tivoliudden i parkens västra ände finns gravplatsen efter den tyskfödde komponisten Joseph Martin Kraus (1756–1792). Han har kallats "den svenske Mozart" och tillhörde kretsen kring Gustav III. Hans sista kompositioner blev sorgemusiken till kungens begravning 1792; i december samma år dog Kraus, 36 år gammal. 1846 restes ett gravmonument med inskriptionen: "Här det jordiska af Kraus, det himmelska lefver i hans toner". Monumentet ersatte originalmonumentet från 1700-talet, som var en träpyramid med latinsk inskrift. En studie ”Om immateriella och materiella kulturvärden” och val av denna gravplats har publicerats av Peter Schantz år 2002. Schantz jämför Brunnsvikens tre privata begravningsplatser: Kraus grav i Tivoliparken (invigd 1792), Kungliga begravningsplatsen i Hagaparken (invigd 1922) och så Per Henrik Lings grav vid Lings kulle. Möjligtvis har Kraus inspirerat till Ling grav som invigdes 1823.

## Musikpaviljongen

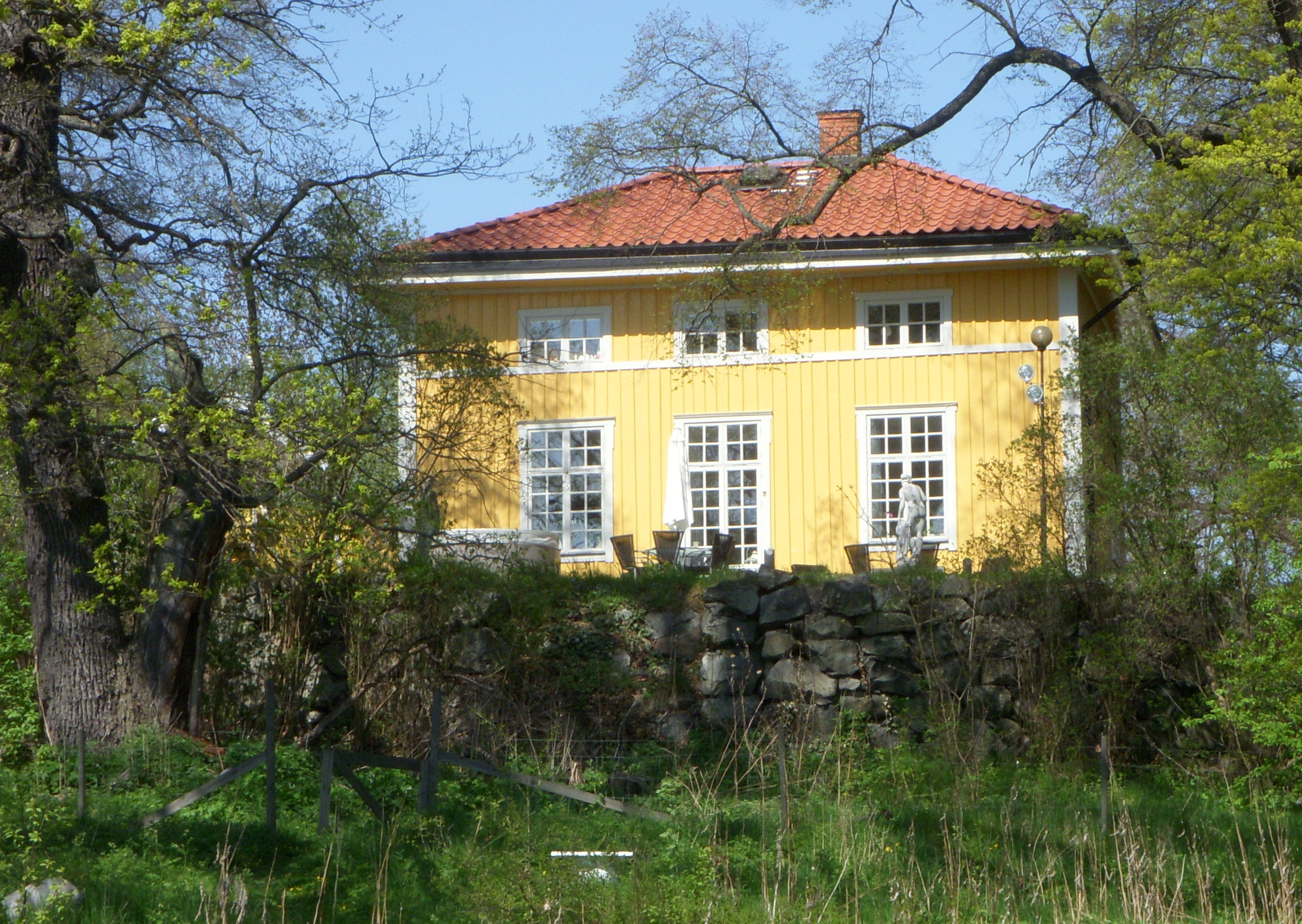
Paviljongen 2010.

Paviljongen ligger på Tivolibergets östra sluttning och uppfördes   av Nils Anton Augustin Barck, som ägde Bergshamra fideikommiss. Barck var byggherre för flera hus på Tivolihalvön, varav bara Musikpaviljongen finns kvar idag. Paviljongen byggdes enligt en teori i samband med Barcks systers bröllop i juni år 1800 och skulle fungera som byggnad för teater- och musikevenemang samt för fester och nöjen. Den används idag som privatbostad.

## Cadiers odlingar

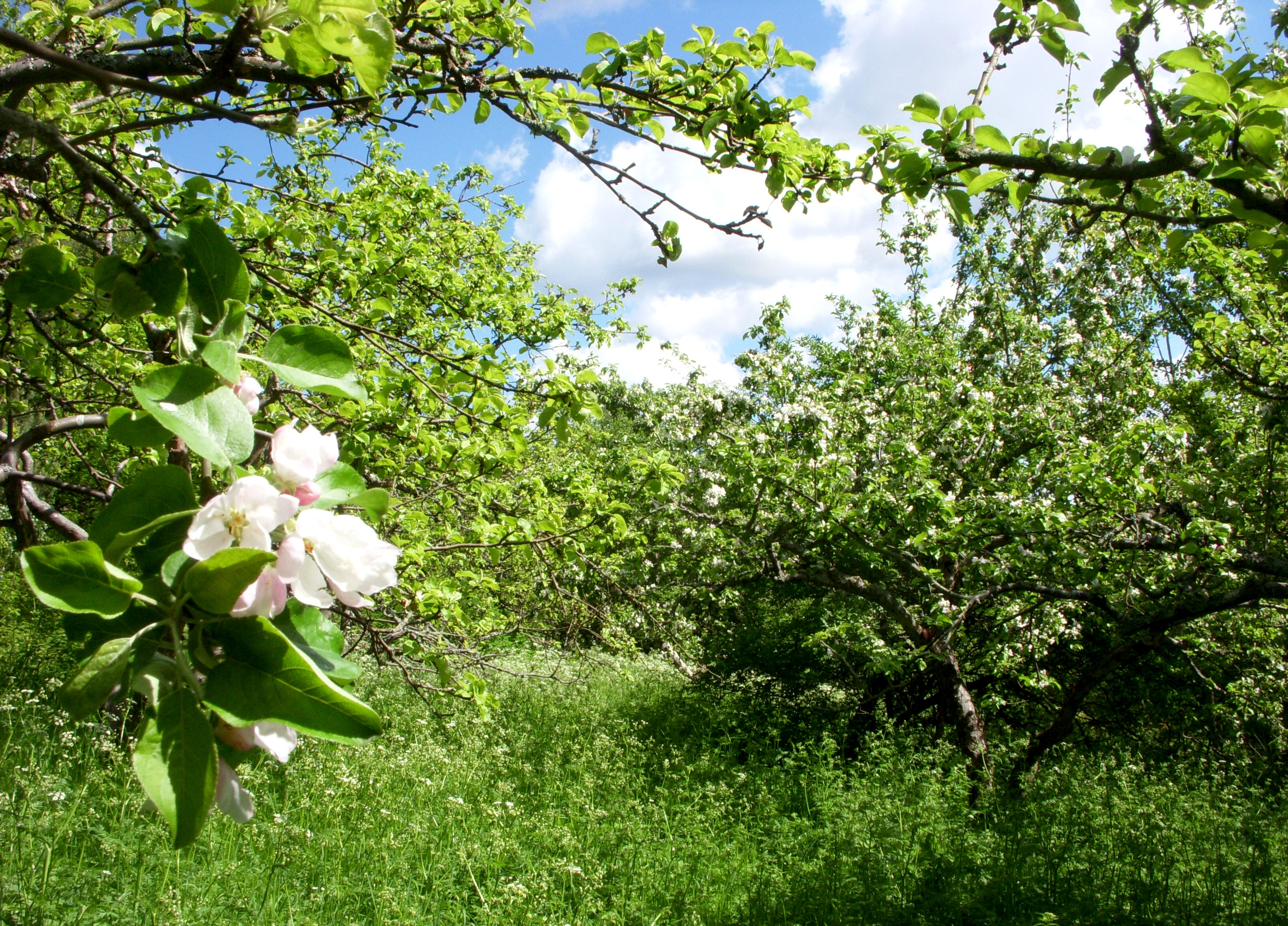
Äppelträden blommar i Cadiers odlingar

Cadiers odlingar kallas resterna av en förvildad trådgårdsanläggning i Tivoliparken. Namnet härrör från dåvarande arrendatorn av Bergshamra och Tivoli; Jean-François Régis Cadier. Han var framgångsrik krögare och grundare av Grand Hôtel i Stockholm. Anläggningen anlades under 1800-talets andra hälft och existerade som handelsträdgård fram till 1930-talet.

## Tivolibergets luftvärnsställning
Mellan 1939 och 1945 fanns ett luftvärnsbatteri på Tivoliberget. Batteriet var en del av försvaret av Stockholm mot fientligt flyg. Vid batteriet fanns soldater, befäl, signalister, sjukvårdare, bilförare och ordonnanser. Den totala styrkan utgjordes av 103 man. En vinterdag 1942 sköt luftvärnsställningen ner ett tyskt kurirplan på väg från Oslo mot Finland. Planet nödlandade på Bromma flygplats, och besättningen vårdades på Karolinska sjukhuset. Händelsen tystades sedan ned av den svenska regeringen.

## Bilder

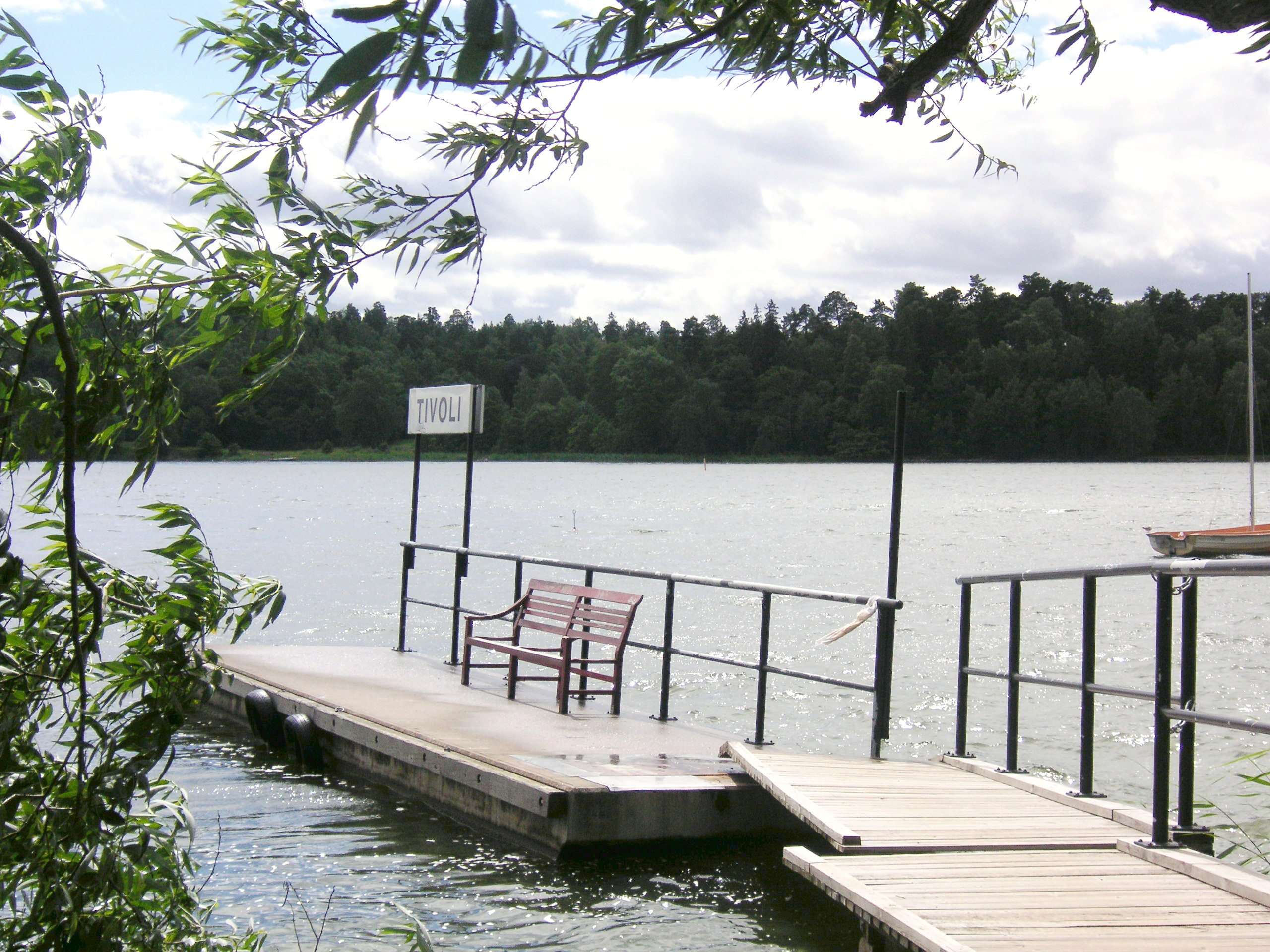
Bryggan "Tivoli".
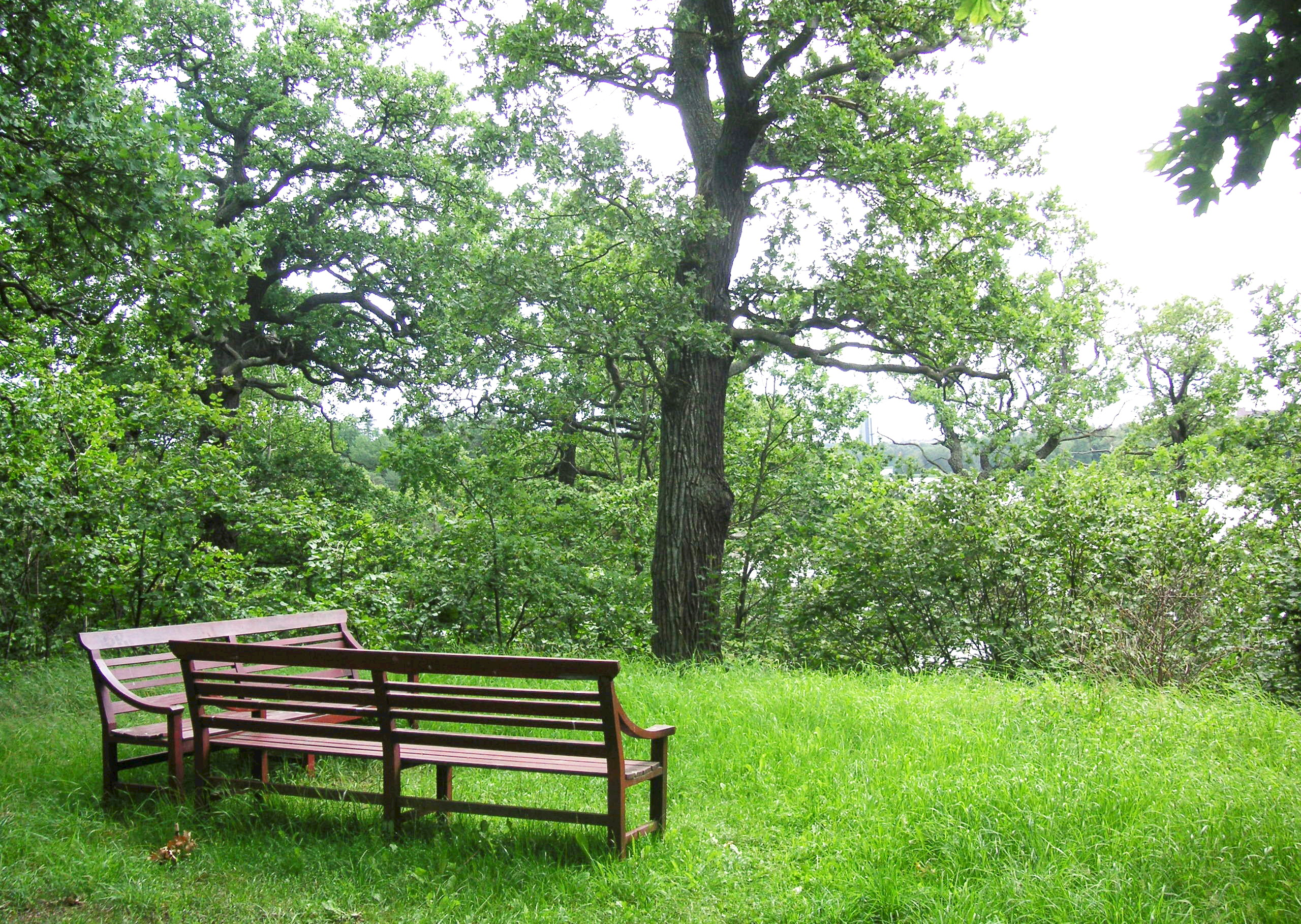
En del av den rekonstruerade parken.
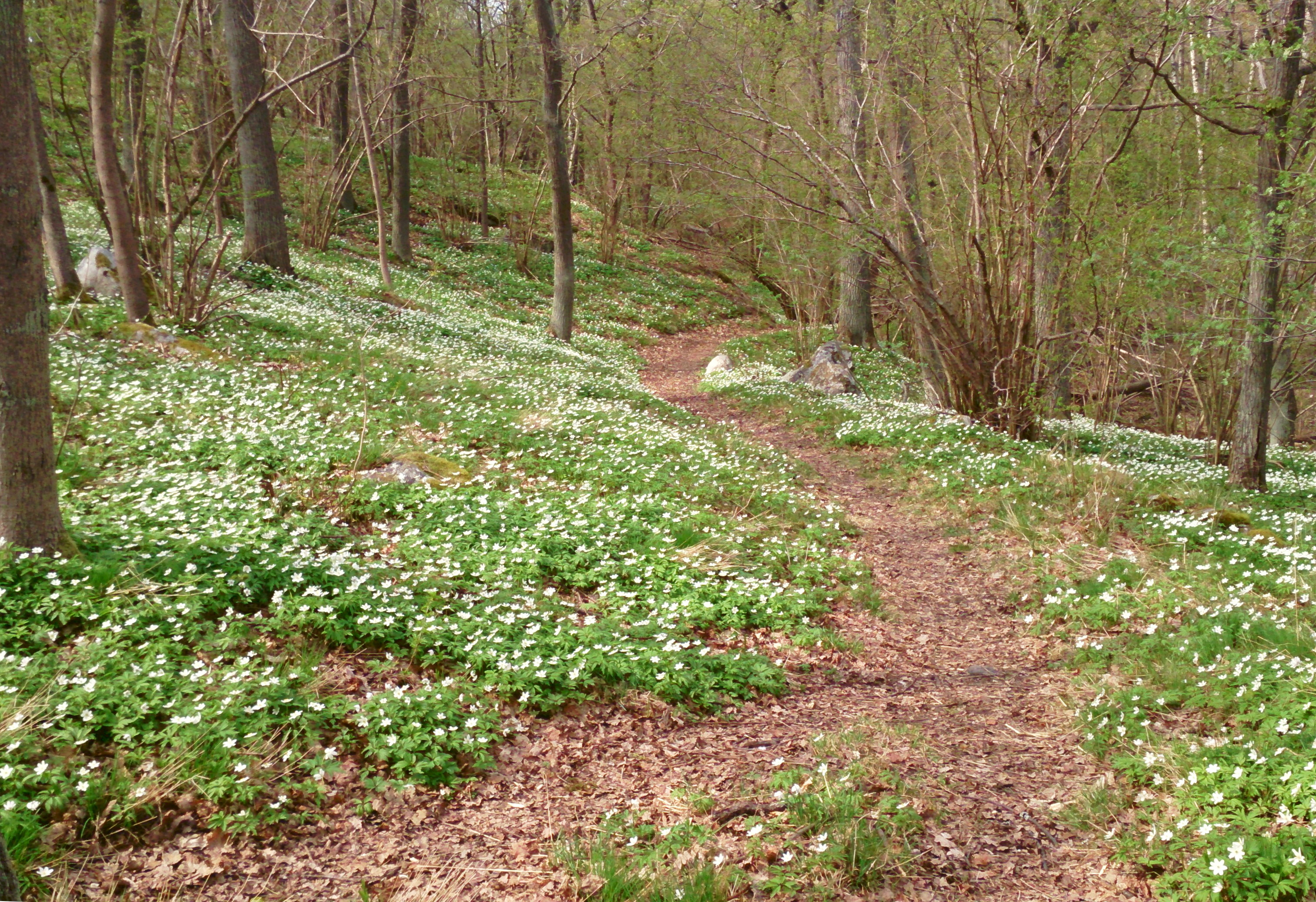
En av parkens slingrande stigar på våren.
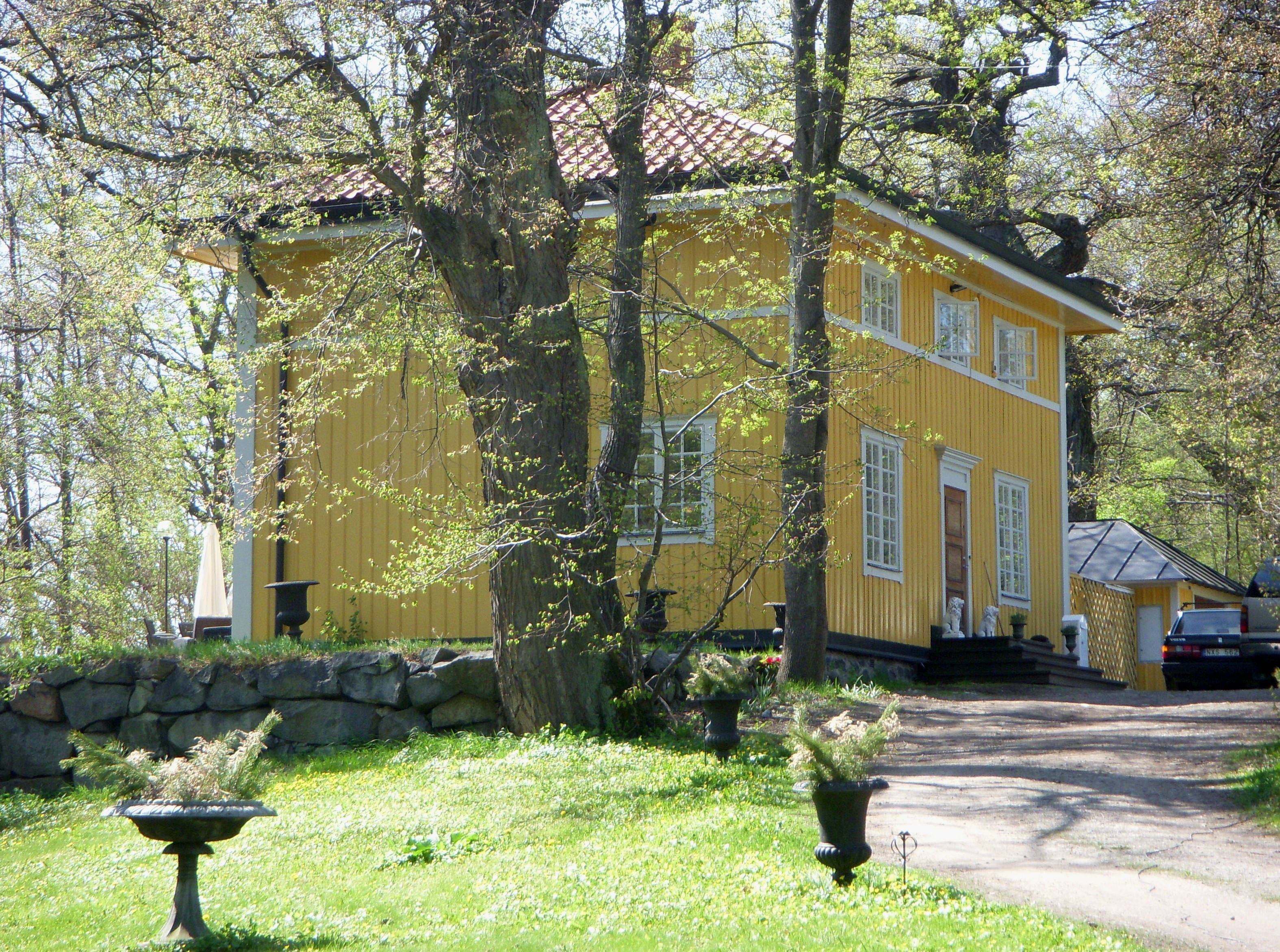
Tivolipaviljongen.